# Західноукраїнська еміграція в УСРР 1920–1930-х років
Західноукраїнська еміграція в УСРР 1920–1930-х років — переселення українців з Галичини, Буковини Північної та Закарпатської України до Наддніпрянської України.  Було започатковане депортаційними акціями 1914–15 російської окупаційної адміністрації (див. Евакуаційні заходи австрійського та російського урядів на українських землях в роки Першої світової війни) на західноукраїнських теренах під час Першої світової війни. Тоді вглиб Російської імперії, в т. ч. до її українських губерній, було примусово (а почасти й добровільно – москвофіли; див. Москвофільство) переселено кілька сот тисяч осіб цивільної людності (значною мірою чоловічого населення призовного віку – 18–50 років). Серед депортованих та адміністративно висланих углиб Росії було чимало національно свідомих представників крайової інтелігенції української (газетярі, кооператори, педагоги, політики, священнослужителі, урядовці, юристи та ін.), яким царат закидав т. зв. мазепинство. В таборах військовополонених у Російській імперії утримувалися тисячі українців – вояків австро-угорської армії, значна частина яких згодом взяла активну участь у подіях української революції 1917–1921 й творенні новітньої української національної державності. Наприкінці I світової війни й після завершення бойових дій громадянської війни в Україні 1917–1921 та захоплення більшовиками Наддніпрянської України більшість депортованих, біженців, адміністративно засланих та колишніх військовополонених повернулася додому. Ті, хто залишилися, склали кістяк "західноукраїнської еміграції" в УСРР.

## Упродовж 1920-х років
Упродовж 1920-х рр. "західноукраїнська еміграція" в УСРР поповнювалася за рахунок переселенців із західноукраїнських земель, що перебували в складі Польщі, Чехословаччини та Румунії. Це були представники безробітної української інтелігенції, випускники вищих навчальних закладів Чехословаччини, Польщі, Румунії, колишні військовики Української Галицької армії, поодинокі західноукраїнські інтелектуали (акад. С.Рудницький (1926), проф. М.М.Лозинський (1927) та ін.). Вони прагнули долучитися до реалізації українізації політики в УСРР чи лише отримати роботу за фахом. Окрему групу складали ті, хто нелегально перетинав кордон УСРР в пошуках кращої долі на "батьківщині трудящих", а також політичні емігранти – зокрема члени Комуніст. партії Сх. Галичини (з 1923 – Комуністична партія Західної України; КПЗУ), які змушені були залишити батьківщину внаслідок суд. переслідувань за антидерж. діяльність. Певна частина емігрантів перебувала під впливом ідеології українського націонал-комунізму, вважаючи можливим реалізацію "українського проекту" в рамках більшовицької моделі державного устрою УСРР та СРСР.
Про серйозне значення, якого надавало керівництво республіки проблемі приїзду в УСРР колишніх військових УГА, свідчило створення восени 1923 окремої комісії ЦК КП(б)У по переселенню в Україну галичан з Чехословаччини, до складу якої входили член політбюро ЦК КП(б)У, командувач військ Українського військового округу М.Фрунзе (голова), голова Державного політичного управління УСРР В.Балицький, представник апарату уповноваженого Народного комісаріату закордонних справ СРСР у Харкові та представник штабу Українського військового округу. Для емігрантів у Києві було обладнано карантинне містечко, спроможне прийняти до тисячі осіб одночасно. Частину емігрантів тоді визнали за доцільне (за особливим відбором) відрядити для закордонної роботи (лінією КПЗУ й розвідки), решту – зарахувати як поповнення червоноармійського та адм.-командного складу територіальних частин РСЧА (див. Радянська армія), причому з політичних мотивів та міркувань безпеки спрямували їх виключно в територіальні частини Лівобережної України.
Економічні проблеми перекреслили широко закроєні плани. 20 червня 1924 політбюро ЦК КП(б)У ухвалило "відмовитися від приймання галичан на території України"; 29 серпня – вирішило просити ЦК РКП(б) "врегулювати питання про скорочення політеміграції в Україну та про правильну інформацію щодо економічного становища УССР". 20 вересня 1924 у листі ЦК КП(б)У до ЦК РКП(б) зауважувалося: "Наплив політемігрантів з Галичини, Польщі, Чехо-Словаччини й особливо завдяки польському терору з Західної України посилюється. Наша комуністична преса у Польщі, Галичині, ЧехоСловаччині змальовує економічне становище УССР як процвітання країни й що кожний у вільній пролетарській країні знаходить собі роботу. Це почасти посилює потяг до нас політеміграції. Коли політемігранти стикаються з нашою дійсністю й порівнюють з інформацією комуністичної преси у себе на батьківщині, то глибоко розчаровуються". Внаслідок економічних негараздів кількість галичан-політемігрантів, переважно колишніх військових УГА, які прибули до УСРР, виявилася меншою, ніж первісно планувалося. Упродовж 1924–26 з таборів інтернованих у Чехословаччині в УСРР було відправлено 3 транспорти – загалом близько 500 осіб. Перший (137 осіб) прибув до Києва 1 грудня 1924, другий – до Харкова в листопаді 1925, третій – улітку 1926. Окремий транспорт з Відня прибув до УСРР в жовтні 1925. Такі акції влада використовувала для зміцнення власного авторитету й внесення розколу в емігрантський табір.
За приблизними оцінками, кількість "західноукраїнської еміграції" в УСРР на початку 1930-х рр. сягала 50–60 тис. осіб.
Більшовицька адміністрація республіки та московське керівництво СРСР пильно контролювали чисельність, розміщення, працевлаштування й політичні настрої "західноукраїнської еміграції". ДПУ УСРР провадило її таємний облік (у закритих зведеннях усі уродженці західноукраїнськиз земель проходили під єдиною реєстраційною категорією – "галичани" – незалежно від місця народження й специфіки регіону).
1 листопада 1925 у Харкові відбулося офіційне відкриття Клубу політемігрантів Західної України ім. І.Франка, який функціонував упродовж 1925–30.
19 квітня 1925 у Києві відбулися перші загальні збори західноукраїнської секції Спілки селянських письменників "Плуг" (див. "Плуг"), а 17 лютого 1927 (після затвердження статуту) секція конституювалася в окрему Спілку революційних письменників "Західна Україна" (1927–33). 1927–29 "Західна Україна" видавала альманах, а 1930–33 – однойменний місячник "Західна Україна". Спілка, поряд з суто літературними завданнями, обслуговувала й певні ідеологічні настанови: мала висвітлювати становище й революційну боротьбу трудящих Західної України, керованих КПЗУ, пропагувати досягнення радянського режиму, вести ідеологічну підготовку до возз'єднання західноукраїнських земель з іншими українськими землями в складі УСРР. До літературної організації входило понад 50 літераторів і митців, уродженців західноукраїнських земель. Її активними членами були: С.Семко-Козачук (1889–1938; голова Спілки 1927–29), Мирослав Ірчан (голова Спілки 1929–33), В.Атаманюк-Яблуненко (1897–1937), В.Гжицький, Л.Дмитерко, Д.Загул, В.Касіян, М.Козоріс (1882–1937), Ф.Малицький (1900– 88), М.Марфієвич (1898–1967), Я.Струхманчук (1884–1937), І.Ткачук (1891–1948), А.Турчинська-Дем'яненко (1903–72) та ін.
Переважно галицьким був тоді найвідоміший акторський колектив України – Державний драматичний театр «Березіль», що його очолював видатний реформатор української сцени, режисер і актор, народний артист Республіки Л.Курбас. Чільні актори трупи – А.Бучма, Й.Гірняк (1895–1989), М.Крушельницький (1897–1963), С.Федорцева (1900–88) та ін. – були уродженцями західноукраїнських земель.
Чимало західноукраїнських емігрантів працювало на керівних посадах у державному апараті УСРР, зокрема в апараті Народного комісаріату юстиції: М.Ерстенюк, М.Романюк, М.Чехович та ін.; В.Порайко з 5 березня 1927 по 10 липня 1930 був наркомом юстиції та генеральним прокурором УСРР, з грудня 1930 по серпень 1937 – заст. голови РНК УСРР; у системі Наркомосу: в Укрнауці – М.Баран; К.Коник (1888–1937), М.Яворський; ученим секретарем Наркомосу УСРР 1927–30 був О.Бадан-Яворенко; його заступив на цій посаді 1930–31 Й.Зозуляк (1900–37); багаторічним помічником ученого секретаря й одночасно особистим секретарем наркома освіти М.Скрипника 1927–33 був М.Ерстенюк; М.Гаврилів був ректором Полтавського (1922) та Харківського (з 1924) інститутів народної освіти, директором (з лютого 1930) Українського НДІ педагогіки; В.Гоца (1885–1937) – директором Житомирського інституту народної освіти (1928–33); його попередником на цій посаді (1925–28), а згодом ректором Одеського інституту народного господарства (1928) був К.Коник (у 1928–30 – заст. завідувача Укрнауки Наркомосу УСРР); Маріупольський інститут профосвіти очолював М.Кузняк (1895–1937); директором Українського інституту лінгвістичної освіти в Києві 1930–33 працював І.Сіяк. Український НДІ географії та картографії в Харкові організував та очолював (1927–33) академік С.Рудницький.

## Згортання контактів УСРР із західноукраїнськими землями
Репресії тоталітарного (див. Тоталітаризм) режиму 1930-х рр. зумовлюють стрімке згортання контактів УСРР із західноукраїнськими землями. Поряд з курсом Кремля на самоізоляцію країни засвідчує це й стрімке зменшення кількості бажаючих емігрувати до СРСР. Якщо 1928 до Генерального консульства СРСР у Львові було подано 538 заяв на виїзд до СРСР (задоволено 116 – 21,56 %), то 1934 аналогічний показник становив 128 заяв (14 задоволено – 10,9 %), 1938 з 44 клопотань жодне не отримало позитивної відповіді.

### Крушельницькі
Серед нечисленних західноукраїнських емігрантів, які прибули до УСРР на початку 1930-х рр., – відома родина Крушельницьких, члени якої приїхали до Харкова упродовж 1931–34: 2 листопада 1931 – Володимира Крушельницька (1903–37); у вересні 1932 – Іван Крушельницький; 11 трав. 1934 прибули Антін Крушельницький з дружиною та синами Богданом (1906–37; з дружиною) і Остапом (1913–37) і донькою Івана – Ларисою; в липні 1934 – Тарас Крушельницький з дружиною. А.Крушельницький поєднував письменництво з роботою у видавництві "Українська радянська енциклопедія" (див. "Українська радянська енциклопедія", проект 1927–1934); Богдан Крушельницький був науковим співробітником у НДІ тваринництва, Іван – співробітником Всеукраїнської картинної галереї, Остап – викладачем німецької мови, донька Володимира – аспіранткою, згодом асистенткою Венерологічного інституту. В листопаді–грудні 1934 всі члени родини Крушельницьких були заарештовані, репресовані й загинули (крім онуки Лариси) 1937 (Іван і Тарас Крушельницькі страчені в грудні 1934, решта родини – восени 1937).

### Вир репресій
З початком 1930-х рр. західноукраїнська еміграція в УСРР потрапляє у вир репресій тоталітарного режиму й зазнає відчутних втрат у перебігу сфабрикованих ДПУ–НКВД УСРР "Українського національного центру" справи 1930–1932, "Української військової організації" справи 1933 та ін. Значна частина репресованих у цих "справах" західноукраїнських емігрантів була вбита під час т. зв. Соловецьких розстрілів 1937.
Попри репресії радянського тоталітарного режиму наявність значної кількості уродженців західноукраїнських земель в УСРР не лише пожвавлювала націотворчі процеси в загальнонаціональному масштабі шляхом їхнього активного включення в реалізацію контроверсійної політики українізації й пов'язаних з нею процесів національно-культурного відродження в УСРР, але й гарантувала, принаймні до початку 1930-х рр., постійні міжособові (у т. ч. родинні – транскордонне листування) контакти уродженців різних частин українських територій, що перебували під чужоземною займанщиною (російською комуністичною, польською, чеською, румунською). Завдяки цьому тривав, попри всі перешкоди, процес формування української нації політичної, закладалися підвалини соборності українських земель.